# Pavel Horváth
Pavel Horváth (Prága, 1975. április 22. –) cseh válogatott labdarúgó (középpályás).

A cseh válogatott tagjaként részt vett a 2000-es Európa-bajnokságon.

## Statisztika
| Cseh válogatott | Cseh válogatott | Cseh válogatott |
| Időszak         | Mérk.           | gól             |
| --------------- | --------------- | --------------- |
| 1999            | 6               | 0               |
| 2000            | 8               | 0               |
| 2001            | 2               | 0               |
| 2002            | 3               | 0               |
| Összesen        | 19              | 0               |